# Hypericum constanzae
Hypericum constanzae är en johannesörtsväxtart som beskrevs av Ignatz Urban. Hypericum constanzae ingår i släktet johannesörter, och familjen johannesörtsväxter. Inga underarter finns listade i Catalogue of Life.